# 4117 Wilke
För andra betydelser, se Wilke.
4117 Wilke eller 1982 SU3 är en asteroid i huvudbältet som upptäcktes den 24 september 1982 av den tyske astronomen Freimut Börngen vid Tautenburg-observatoriet. Den har fått sitt namn efter Alfred Wilke.
Asteroiden har en diameter på ungefär 6 kilometer.